# 核爆発

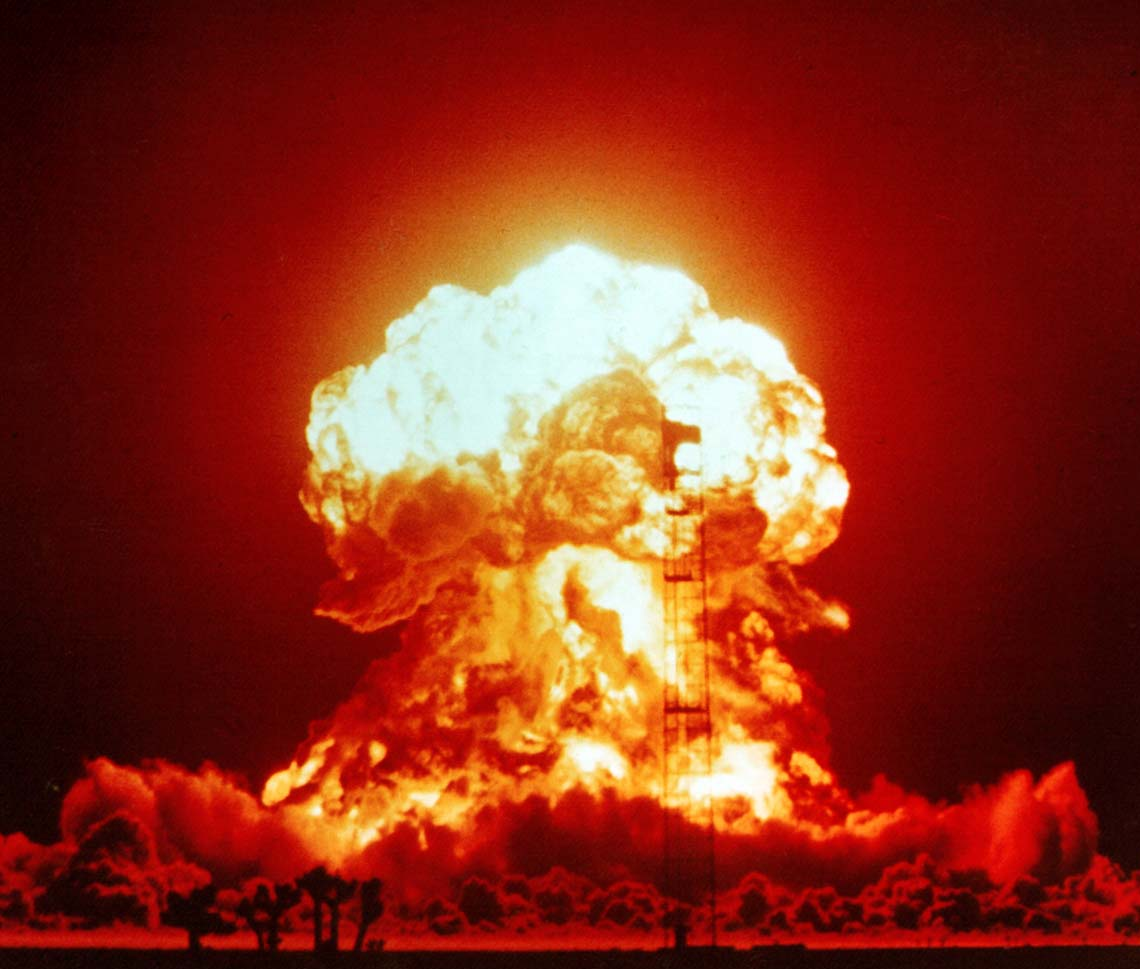
23ktの核爆弾「バッジャー」の核爆発（アップショット・ノットホール作戦）

核爆発（かくばくはつ、Nuclear explosion）とは、核分裂連鎖反応または核融合反応を連続して短時間に起こすことにより、生成される爆発現象のこと。人類の技術においては、軍事用途のみが実用化されており、核兵器の主要な効果として用いられている。

## 歴史

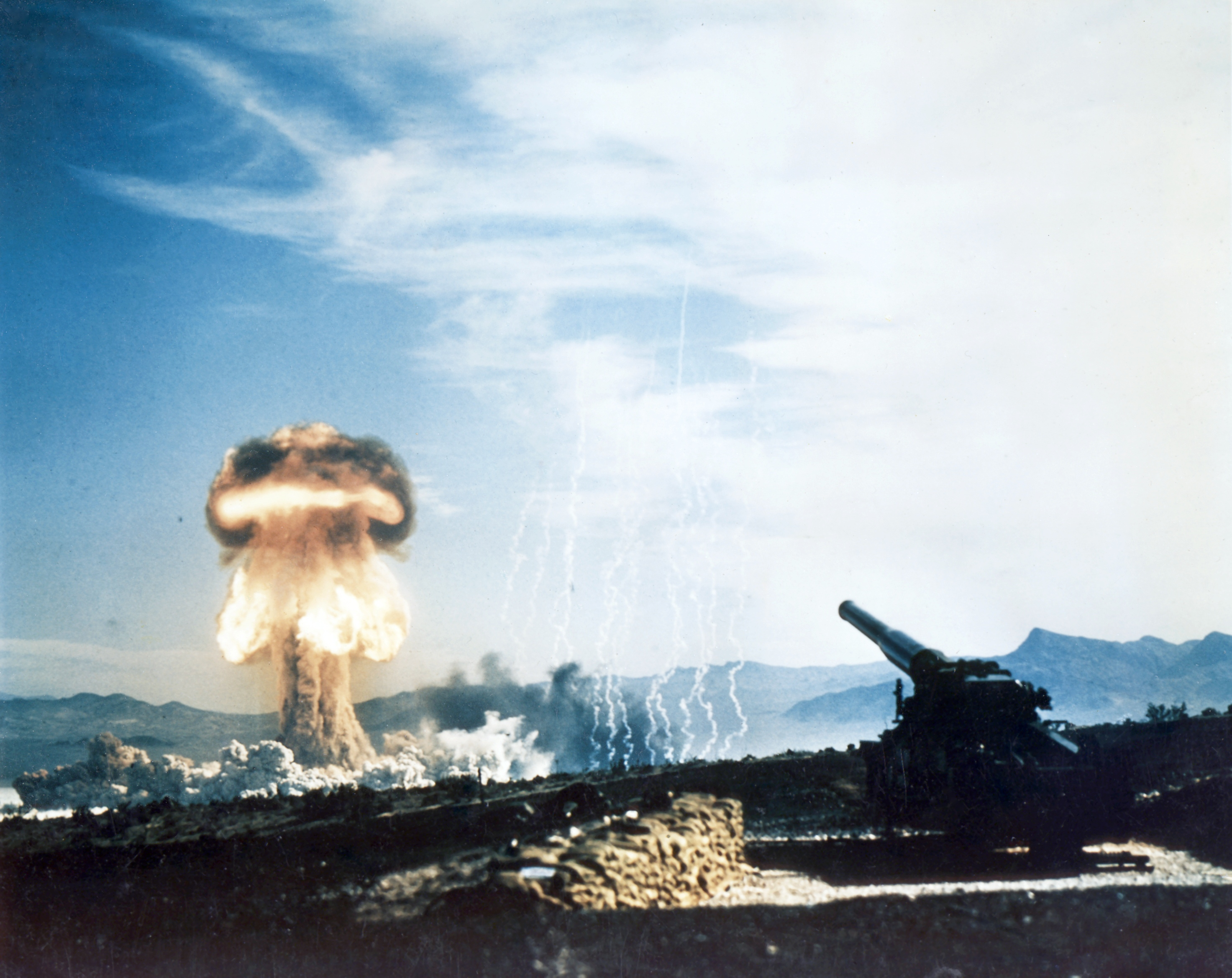
Upshot–Knothole Grable test、ネバダ核実験場（1953年5月25日）

人類史上、初めての核爆弾の核爆発はアメリカ合衆国のマンハッタン計画によるものである。1945年7月16日に、初めての核実験であるトリニティ実験がニューメキシコ州において行なわれ、核出力19ktの核爆発が発生した。次いで、核兵器の実戦使用として、8月6日にはリトルボーイが、8月9日にはファットマンが日本に投下され大気圏内で爆発した。
その後、1949年8月29日にはソビエト連邦でも核実験が行われ、さらにイギリス・フランス・中華人民共和国でも核実験が行われている。
初期の核爆発は分裂反応によるものであったが、1952年以降は核融合兵器の爆発実験も行われた。なお、核融合兵器においても核融合反応の発生や出力の増大には核分裂反応も組み合わされ、核融合反応のみによる核爆発はない。
1963年の部分的核実験禁止条約 (PTBT) 締結までは大気圏内・宇宙空間・水中・地下で核爆発が行われた。PTBT以降は地下でのみ、核爆発が行われている。1999年には包括的核実験禁止条約 (CTBT) が締結され、これ以降アメリカ合衆国では核爆発を伴わない臨界前核実験が行われるようになった。

## 利用
核爆発の利用には、軍事目的と平和目的とがある。軍事目的については、核兵器として利用することである。核兵器の実戦使用は第二次世界大戦に日本に対して使用された2発のみであり、核爆発の威力で威嚇することを目的としている。
核兵器の抑止力以外の利用効果としては、建造物・兵器・人員に対する熱線や爆風・爆圧による破壊、直接および残留放射線による人員への障害、電磁パルスによる電子機器障害が主となる。
平和目的として平和的核爆発の研究・実験が1960年代から1970年代にかけて行われている。
新パナマ運河の建設など大規模土木工事や採掘への応用が考案されたが、放射能汚染などの問題を解決できなかった。ために、核爆発実験は行われたものの、実用化には至らなかった。
このほか、核爆発の爆圧を推進システムに利用する宇宙船としてオリオン計画が構想された。1950年代から60年代にかけてアメリカ合衆国で検討されたが、これも実用に至らなかった。

## 場所
核爆発が行われた場所は、大気圏（対流圏）内のみならず、高層大気圏（宇宙空間）、水中および地下空間に及んでいる。PTBT締結までは大気圏内でも核爆発が多数行われ、放射性降下物が広範囲に散布された。
PTBT以降は地下のみで核爆発が行われ、放射性降下物は極小に抑えられ、主に地震波で爆発を観測するようになっている。

## 効果
核爆発に際しては、そのエネルギーの多くは爆風および熱放射として現れる。その他、電離放射線なども発生する。これらによって発生する火球の温度は数百万度にも達する。
大気圏内における核爆発の場合には、火球により上昇気流が発生しキノコ雲を生成、周囲に放射性降下物を散布させることとなる。高高度核爆発であれば、電磁パルスの影響も広範囲に及ぶこととなる。仮に核出力1Mtの大気圏内核爆発が都市部で行なわれると、概ね15から17km圏内の民間建造物が爆風により壊滅的な損傷を受けることとなる。
広島市への原子爆弾投下では、2km圏内の家屋が全壊し、延焼も含めると半径3km圏内の家屋に壊滅的な被害があった。

## 威力
核爆発の威力については、核出力によってしめされ、同威力のエネルギーを得るために必要なTNT火薬の質量によって表される。
実用化された核兵器の核出力はキロトン (kt) からメガトン (Mt) サイズであり、トリニティ実験では19ktであった。アメリカ合衆国のW54核弾頭では10tまで出力が抑えられている。実施された爆発で最大のものはソ連による1961年10月30日のツァーリ・ボンバの試験であり、50Mtが出力されている。
このほか、核兵器が何らかの理由により設計上の威力を達成できない核爆発もあり、不完全核爆発と呼ばれている。

## 備考
- 2002年時点で核兵器開発のために2400回以上の核爆発実験が行われている[3]。厳密には98年時点で、アメリカが1127回、ソビエトが969回、イギリスが57回、フランスが210回、中国が44回、インドが6回、パキスタンが6回（計2419回）[4]。21世紀に入ってからは北朝鮮の核実験が行われている。
- 56グラムの核分裂性物質の連鎖反応で放出されるエネルギーが1キロトン（千トン）の量のTNT火薬の爆発エネルギーに等しい[5]。メガトンでTNT火薬100万トン分に値する。
- 爆発後の時間が7倍に経過するにしたがい、全核分裂生成物の放射能が10分の1に減衰する法則があり、一例として、爆発一日後で毎時3千ミリシーベルトが、7日後では300ミリシーベルトになるが、この法則は6ヵ月（180日）を超えると次第に推定の誤差が大きくなるため、1年後では3ミリシーベルトとなる[6]。